# El Forn del Carner
El forn del Carner és un antic forn d'obra del terme municipal de Granera, al Moianès, pertanyanent a la masia del Carner. Es tracta d'un forn de doble boca, la qual cosa indica la importància de la masia, una de les més antigues de Granera. Està situat a 854,6 metres d'altitud, en el punt més alt del Serrat del Calbó, en el seu extrem sud, i en el punt més al sud-est de la Carena del Marcet, a migdia de la masia del Carner.